# 梦想指路
《梦想指路》是中国大陆男歌手周深演唱的北京冬奥主题宣传曲，2022年2月20日作为数字单曲发布。其旋律在北京冬奥会闭幕式上奏响。英文歌词由中国科学院院士、诺贝尔物理学奖得主杨振宁和夫人翁帆一同翻译而成。此曲获得酷我音乐三个榜单日榜冠军。

## 背景和风格
北京冬奥又稱2022年冬季奥运会，周深演唱的《梦想指路》是其主题宣传曲。周深将这首歌演唱的“婉转悠扬又荡气回肠”，于2022年2月20日作为单曲在音乐平台发布。
词作者徐荣凯说：“这首歌献给北京冬奥会全体运动员，同样也是送给所有为梦想而前行的人”。音乐视频中有运动员在雪山攀登、滑雪、跳跃的画面，并且有冰雕成的运动员形象。该曲中的英文歌词由中国科学院院士、诺贝尔物理学奖得主杨振宁和夫人翁帆一同翻译而成。
歌曲由新华社客户端首发，其旋律在北京冬奥会闭幕式上奏响，歌曲发布三天内，全网点击量就接近2亿次。

## 排行榜
以下榜单中未单独标注的榜单参考周深_星星播报站搜集的各音乐平台APP截屏：
| 歌曲名称          | 排行榜 （2021年）             | 种类 | 最高排名 |
| ----------------- | ----------------------------- | ---- | -------- |
| 《梦想指路》 周深 | 酷我音乐飙升榜                | 日榜 | 1        |
| 《梦想指路》 周深 | 酷我音乐流行趋势榜            | 日榜 | 1        |
| 《梦想指路》 周深 | 酷我音乐华语新歌榜            | 日榜 | 1        |
| 《梦想指路》 周深 | 全球华语广播歌曲排行榜-新歌榜 | 周榜 | 2        |
| 《梦想指路》 周深 | QQ音乐飙升榜                  | 日榜 | 2        |
| 《梦想指路》 周深 | 酷我音乐新歌榜                | 日榜 | 2        |
| 《梦想指路》 周深 | 酷我音乐MV榜                  | 日榜 | 2        |
| 《梦想指路》 周深 | 酷我音乐华语榜                | 日榜 | 2        |
| 《梦想指路》 周深 | QQ音乐综艺新歌榜              | 周榜 | 3        |
| 《梦想指路》 周深 | QQ音乐MV榜                    | 周榜 | 3        |
| 《梦想指路》 周深 | 网易云音乐MV榜                | 日榜 | 3        |
| 《梦想指路》 周深 | 酷狗音乐内地榜                | 日榜 | 4        |
| 《梦想指路》 周深 | 酷狗音乐飙升榜                | 日榜 | 9        |
| 《梦想指路》 周深 | 网易云音乐飙升榜              | 日榜 | 9        |
| 《梦想指路》 周深 | QQ音乐内地榜                  | 周榜 | 14       |
| 《梦想指路》 周深 | QQ音乐流行指数榜              | 日榜 | 14       |
| 《梦想指路》 周深 | QQ音乐新歌榜                  | 日榜 | 15       |
| 《梦想指路》 周深 | 腾讯音乐由你榜                | 周榜 | 35       |